# Charles Sobhraj
Charles Gurumukh Sobhraj Hotchand Bhawnani (06 de abril de 1944; Saigon, Vietnã) é um assassino em série, fraudador e ladrão que atacava turistas ocidentais que viajavam na trilha hippie do sul da Ásia durante a década de 1970. Ficou conhecido como o "Bikini Killer" devido às roupas com as quais várias de suas vítimas foram encontradas, bem como "the Splitting Killer" e "a Serpente", devido a sua habilidade para fugir da polícia. 
Acredita-se que Sobhraj tenha assassinado pelo menos 20 pessoas no sul da Ásia (admitiu e depois negou 12 assassinatos). Esteve preso na Índia de 1976 a 1997, de onde foi para Paris. Voltou ao Nepal em 2003, onde foi preso, julgado e condenado à prisão perpétua pela morte de duas pessoas. Em 21 de dezembro de 2022, no entanto, a Suprema Corte do Nepal ordenou sua libertação após o criminoso cumprir 19 dos 20 anos da sentença. A corte alegou que ele estava velho e doente e mandou deportá-lo imediatamente para a França após sua soltura. Ele chegou a Paris em 24 de dezembro de 2022.    
Segundo a Isto É, "'ele odiava mochileiros, via-os como jovens, pobres e viciados em drogas', disse à AFP a jornalista australiana Julie Clarke, que entrevistou Sobhraj. 'Ele se considerava um herói do crime', acrescentou". 

## Biografia
Nascido em Saigon, quando esta ainda pertencia à França, filho de pai indiano (um rico comerciante de tecidos, que tinha uma loja chamada Hatchand Bhawani Prasad Gurumukh) e mãe vietnamita (uma mulher chamada Tran Loang Phun, conhecida como Noi), seus pais nunca se casaram, já que o pai foi obrigado pela família a se casar com uma indiana de Pune durante uma viagem a seu país natal. Sobraj, no entanto, mantinha contato com o pai continuamente e posteriormente foi acolhido pelo novo marido de sua mãe, um tenente do exército francês servindo na Indochina francesa chamado Jacques Russel. Relegado a segundo plano em favor dos filhos legítimos de Russel, seus meio-irmãos mais novos, ele passou a ter comportamentos não compatíveis com uma "infância normal", tendo sua mãe o enviado para a França, para que fosse viver com a família do marido, para o que o The Print descreveu como tentativa de "salvar o que restava" da vida do menino. Sobjraj e sua família ficaram por anos vivendo entre a França e a Ásia, com Sobjraj culpando os pais por ter sido obrigado a deixar Saigon e, assim, viver afastado do pai biológico. Ele também odiava o padrasto, a quem era obrigado a chamar de "pai". 

### Primeiros crimes
Negligenciado e sem conseguir se relacionar com sua nova família na França, na adolescência Sobhraj começou a cometer pequenos delitos recebendo sua primeira sentença de prisão por roubo em 1963, cumprindo sua pena na prisão de Poissy, perto de Paris. Enquanto estava preso, ele manipulou os funcionários da prisão para conceder-lhe favores especiais, como ser autorizado a manter livros em sua cela. Na mesma época, ele conheceu e tornou-se amante de Felix d'Escogne, um jovem rico e voluntário na prisão.
Depois de receber liberdade condicional, Sobhraj foi morar com d'Escogne e passou a conviver com a alta sociedade de Paris e o submundo do crime, acumulando riquezas por meio de uma série de roubos e golpes. Nessa época, conheceu e iniciou um relacionamento amoroso com Chantal Compagnon, uma jovem parisiense de família conservadora. Sobhraj propôs casamento a Compagnon, mas foi preso no mesmo dia por tentar fugir da polícia enquanto dirigia um veículo roubado. Ele foi condenado a oito meses de prisão, mas Chantal manteve seu apoio ao então noivo durante o cumprimento da sentença. Sobhraj e Compagnon se casaram após sua libertação.
Sobhraj, junto com uma Compagnon grávida, deixou a França em 1970 rumo à Ásia para escapar da prisão. Depois de viajar pela Europa Oriental com documentos falsos, roubando turistas que conheciam no caminho, o casal chegou a Mumbai, Índia, e onde nasceu sua filha, chamada Usha. Nesse ínterim, Sobhraj retomou sua vida criminosa, comandando uma operação de roubo e contrabando de carros, cujo lucro ia para financiar seu vício em jogos de azar.
Em 1973, Sobhraj foi detido e encarcerado após uma tentativa malsucedida de assalto à mão armada em uma joalheria no Hotel Ashoka. Ele conseguiu escapar com a ajuda de Compagnon, fingindo estar doente, mas foi recapturado logo em seguida. Sobhraj pediu dinheiro emprestado a seu pai para pagar a fiança e logo depois fugiu para Cabul, Afeganistão.  Lá, o casal começou a assaltar turistas na trilha hippie e ele foi preso novamente. Sobhraj escapou da mesma forma que na Índia, fingindo estar doente e depois drogando o guarda que o acompanhava no hospital, fugindo para o Irã, deixando sua família para trás. Compagnon, embora ainda leal a Sobhraj, voltou para a França, decidida a deixar a vida do crime e o marido para trás.
Sobhraj passou os dois anos seguintes fugindo, usando até diversos passaportes roubados. Passou por vários países do Leste Europeu e Oriente Médio, quando seu meio-irmão mais novo, André, se juntou a ele em Istambul, Turquia. Sobhraj e André tornaram-se parceiros no crime, participando de várias atividades criminosas na Turquia e na Grécia, mas a dupla acabou sendo presa em Atenas. Depois que  uma fraude de troca de identidade deu errado, Sobhraj conseguiu escapar, mas seu meio-irmão ficou para trás. André foi entregue à polícia turca pelas autoridades gregas e cumpriu uma pena de 18 anos. 
Em fuga, Sobhraj começou a se passar por vendedor de pedras preciosas e de drogas para impressionar e fazer amizade com turistas, a quem ele enganava. Na Índia, conheceu Marie-Andrée Leclerc,de Lévis, de Quebec, que tornou-se sua namorada e apoiadora, enquanto ele, usando de trapaças, angariava outros apoiadores, incluimdo dois ex-policiais franceses, Yannick e Jacques, a quem ajudou a recuperar passaportes perdidos que ele próprio havia roubado. Em outro golpe, Sobhraj forneceu abrigo a um francês, Dominique Renelleau, que estava doente e a quem, na verdade, Sobhraj havia envenenando. Também na Índia ele conseguiu o apoio de um jovem Ajay Chowdhury, que se tornou o segundo no comando em seu esquema criminoso.

### Os assassinatos
Sobhraj e Chowdhury cometeram seus primeiros assassinatos em 1975. A maioria das vítimas passou algum tempo com a dupla antes de suas mortes e haviam sido, segundo os investigadores, recrutadas por Sobhraj e Chowdhury para se juntarem a seu esquema crimonoso. Sobhraj afirmou que a maioria de seus assassinatos foram overdoses acidentais de drogas, mas os investigadores afirmam que as vítimas ameaçaram expor Sobhraj, o que levou a seus assassinato. A primeira vítima foi uma jovem de Seattle, Teresa Knowlton (chamada Jennie Bollivar no livro Serpentine), encontrada afogada em uma poça na areia no Golfo da Tailândia, vestindo um biquíni florido. Foi meses depois que a autópsia de Knowlton, bem como evidências forenses, provaram que seu afogamento, originalmente considerado um acidente de natação, tinha sido um assassinato.
A próxima vítima foi um jovem judeu turco nômade, Vitali Hakim, cujo corpo queimado foi encontrado na estrada para o resort de Pattaya, onde Sobhraj e seu grupo estavam hospedados. Os estudantes holandeses Henk Bintanja, 29, e sua noiva Cocky Hemker, 25, foram convidados para viajar para a Tailândia após conhecerem Sobhraj em Hong Kong. Eles, como muitos outros, foram envenenados por Sobhraj, que cuidou deles até recuperá-los para obter sua obediência. Enquanto se recuperavam, Sobhraj foi visitado pela namorada francesa de sua vítima anterior, Hakim, Charmayne Carrou, que veio investigar o desaparecimento de seu namorado. Temendo a exposição, Sobhraj e Chowdhury rapidamente expulsaram Bintanja e Hemker. Seus corpos foram encontrados estrangulados e queimados em 16 de dezembro de 1975. Logo depois, Carrou foi encontrada afogada e vestindo um biquíni parecido com o de Teresa Knowlton. Embora os assassinatos das duas mulheres não tenham sido conectados pelos investigadores na época, eles mais tarde renderiam a Sobhraj o apelido de "O Assassino do Biquíni". 
Em 18 de dezembro, dia em que os corpos de Bintanja e Hemker foram identificados, Sobhraj e Leclerc entraram no Nepal usando os passaportes do casal falecido. No Nepal, entre 21 e 22 de dezembro, assassinaram o canadense Laurent Carrière, 26, e a americana Connie Jo Bronzich, 29, vítimas que depois foram identificadas incorretamente por algumas fontes como Laddie DuParr e Annabella Tremont. Sobhraj e Leclerc voltaram para a Tailândia usando os passaportes de suas últimas vítimas antes que seus corpos pudessem ser identificados. Ao retojá que tinham encontrado documentos pertencentes às vítimas. Os franceses então fugiram para Paris, após notificar as autoridades locais.
O próximo destino de Sobhraj foi Varanasi ou Calcutá , onde ele assassinou o israelense Avoni Jacob para ficar com seu passaporte. Sobhraj usou o documento para viajar com Leclerc e Chowdhury, primeiro para Cingapura, depois para a Índia, e, em março de 1976,  para voltar para Bangkok, apesar de saber que as autoridades de lá o procuravam. O trio foi interrogado pela polícia tailandesa, mas foi libertado.
Enquanto isso, o diplomata holandês Herman Knippenberg e sua então esposa Angela Kane estavam investigando os assassinatos de Bintanja e Hemker e com a ajuda de Nadine e Remi Gires (vizinhos de Sobhraj), Kinppenber conseguiu reunir evidências e abriu um processo contra o criminoso, recebendo permissão da polícia para revistar o apartamento de Sobhraj depois que o suspeito havia deixado o país. Knippenberg encontrou provas, incluindo documentos e passaportes das vítimas, bem como subastâncias venenosas e seringas. 
Enquanto isto, próxima parada do trio criminoso foi a Malásia, para onde Chowdhury foi enviado para roubar joias. Chowdhury foi observado entregando as joias para Sobhraj. Esta foi a última vez que Chowdhury foi visto. Acredita-se que Sobhraj tenha assassinado seu cúmplice antes de deixar a Malásia com Leclerc para viver como negociante de joias em Genebra.
De volta à Ásia, Sobhraj começou a formar um novo grupo criminoso em Bombaim, Índia, começando com duas mulheres ocidentais, Barbara Smith e Mary Ellen Eather. A próxima vítima de Sobhraj foi o francês Jean-Luc Solomon, que foi envenenado durante um assalto. O ato foi cometido com a intenção de incapacitar Solomon, mas o matou.
Em julho de 1976, em Nova Delhi, Sobhraj e as três mulheres enganaram um grupo de estudantes franceses para quem se ofereceram como guias turísticos. Sobhraj os drogou dando-lhes pílulas envenenadas, que ele disse serem remédios antidiarréia. Ao notar que alguns colegas ficaram insconsciente, três dos alunos dominaram o criminoso e procuraram a polícia, levando à sua captura. Suas cúmplices confessaram os crimes no interrogatório e Sobhraj foi acusado pelo assassinato de Solomon. Os quatro foram enviados para a prisão de Tihar em Nova Delhi.

## Julgamento e prisão

### Prisão na Índia
Smith e Eather tentaram o suicídio na prisão durante os dois anos anteriores ao julgamento. Sobhraj, que havia entrado com joias preciosas escondidas em seu corpo e tinha experiência em subornar policiais, vivia confortavelmente na prisão. Ele transformou seu julgamento em um espetáculo, contratando e demitindo advogados, trazendo seu irmão recém-libertado André para ajudá-lo e, eventualmente, fazendo greve de fome. Ele foi condenado a 12 anos de prisão. Leclerc foi considerada culpada de drogar os estudantes franceses, mas mais tarde foi libertada e voltou para o Canadá, onde desenvolveu câncer de ovário  Ela ainda alegava inocência e ainda era leal a Sobhraj quando morreu em sua casa em abril de 1984 aos 38 anos.
O suborno sistemático de Sobhraj aos guardas da prisão em Tihar atingiu níveis ultrajantes. Ele levou uma vida de luxo dentro da prisão, com televisão e comida especial, tendo feito amizade com guardas e presos. Ele deu entrevistas a escritores e jornalistas ocidentais, como Richard Neville da revista Oz em 1977 e Alan Dawson em 1984. Neville estava acompanhado por sua futura esposa, Julie Clarke, que frequentemente escreveu sobre ele. Clarke disse que Sobhraj vendeu os direitos de sua história de vida para um empresário de Bangkok, que os vendeu para a Random House. Por causa da trilha hippie de Neville, a Random House ofereceu-lhe um contrato para ir a Delhi e pesquisar o caso, embora ele e Clarke, ambos jornalistas na cidade de Nova York, não tivessem experiência em reportagens criminais. Eles estavam perdidos, tendo que lidar com os "emissários assustadores" de Sobhraj, que os mantinham sob vigilância e providenciavam para que eles o visitassem na prisão, onde ele descreveu os assassinatos em detalhes. Clarke ficou muito aliviado quando eles deixaram Delhi.
Embora Sobhraj tenha falado livremente com Neville e Clarke sobre seus assassinatos, mais tarde ele negou tudo o que havia dito e fingiu que suas ações eram uma retaliação contra o "imperialismo ocidental" na Ásia.

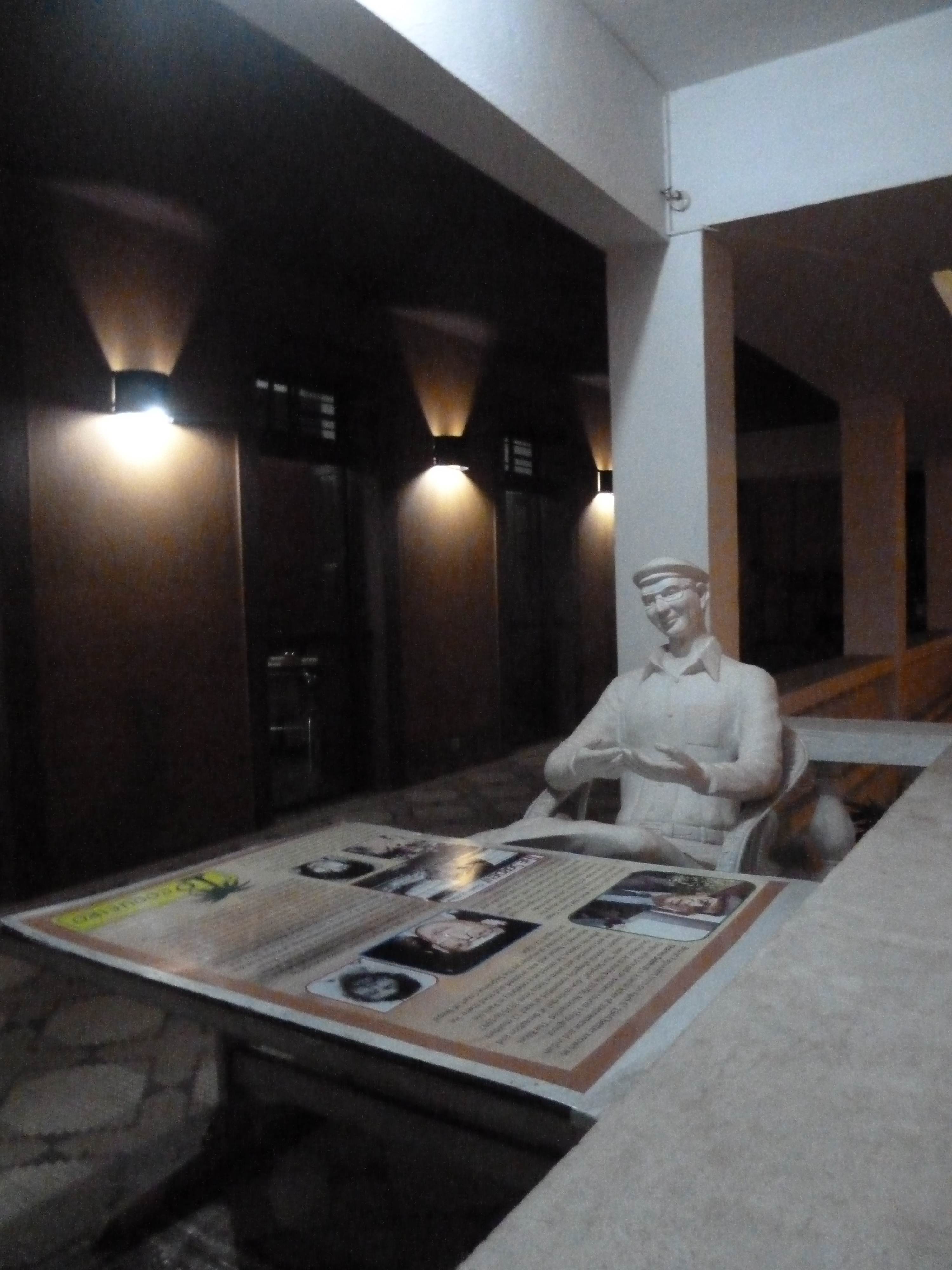
Estátua de Sobhraj no restaurante Coqueiro, onde foi preso na Índia após fugir da prisão

A sentença de prisão de Sobhraj na Índia iriar terminar antes que seus crimes prescrevessem na Tailândia (20 anos) e ele poderia ser extraditado e preso pelos tailandeses, assim, em em março de 1986, em seu décimo ano na prisão indiana, Sobhraj ofereceu uma festa na prisão, drogando os policiais e fugindo da prisão. Logo depois ele se deixou capturar pelo inspetor Madhukar Zende da polícia de Mumbai prendeu Sobhraj no Restaurante O'Coqueiro em Goa (foto), tendo sua sentença aumentada em 10 anos e assim ficando livre de ser preso na Tailândia.  Em 17 de fevereiro de 1997, aos 52 anos, foi libertado com a maiorias das provas perdidas há muito tempo na Índia. Sem país para onde extraditá-lo, as autoridades indianas o deixaram retornar à França.  

### Prisão no Nepal
Sobhraj foi viver num subúrbio de Paris e passou a cobrar grandes somas de dinheiro por entrevistas e fotografias. Os direitos de um filme baseado em sua vida foram vendidos por mais de US$ 15 milhões.
Em 2003, ele voltou ao Nepal, um dos poucos países onde ainda poderia ser preso. De acordo com o The Himalayan Times, Sobhraj havia retornado a Katmandu para abrir um negócio de água mineral e acredita-se que ele tenha retornado para voltar a chamar atenção e também por excesso de confiança em seu próprio intelecto. 
Em 1º de setembro de 2003, o criminoso foi flagrado por um jornalista do The Himalayan Times em um cassino em Katmandu. O jornalista o acompanhou por duas semanas e escreveu uma reportagem no The Himalayan Times com fotos. A polícia nepalesa viu a matéria, foi até o cassino e prendeu Sobhraj enquanto este estava jogando. A polícia reabriu o caso de um duplo homicídio de 1975 e em 20 de agosto de 2004, Sobhraj foi condenado à prisão perpétua pelo tribunal distrital de Katmandu pelo assassinato de Connie Jo Bronzich em 1975.
A maioria das provas usadas contra ele neste caso haviam sido reunidas pelo diplomada Knippenberg, sua esposa e a Interpol. Sobhraj apelou da condenação, alegando que havia sido condenado sem julgamento. Seu advogado anunciou que Chantal Compagnon, esposa de Sobhraj na França, estava entrando com um processo no Tribunal Europeu de Direitos Humanos contra o governo francês por se recusar a fornecer qualquer assistência a ele.
No final de 2007, o advogado de Sobhraj apelou ao então presidente francês Nicolas Sarkozy para que invertiesse no julgamento no Nepal. Em 2008, Sobhraj anunciou seu noivado com uma nepalesa, Nihita Biswas, que mais tarde participou do reality show Bigg Boss. A autenticidade da relação do casal foi confirmada em carta aberta do maestro americano David Woodard ao The Himalayan Times.  Em 7 de julho de 2008, emitindo um comunicado à imprensa por meio de sua noiva, o criminoso afirmou que nunca foi condenado por assassinato por nenhum tribunal e pediu à mídia que não se referisse a ele como um serial killer.
Foi alegado que Sobhraj se casou com sua noiva em 9 de outubro de 2008 na prisão durante o festival Bada Dashami.  No dia seguinte, no entanto, as autoridades nepalesas rejeitaram esta informação, dizendo que a noiva e sua família apenas haviam participado de uma cerimônia tika, junto com parentes de centenas de outros prisioneiros, mas que isto não era um casamento, mas parte do festival.
Em julho de 2010, a Suprema Corte do Nepal adiou o veredicto de um recurso interposto por Sobhraj contra o veredicto de um tribunal distrital que o condenava à prisão perpétua pelo assassinato da mochileira americana Connie Jo Bronzich em 1975. Sobhraj havia apelado contra o veredicto do tribunal distrital de Kathmandu em 2006, chamando-o de injusto.
Em 30 de julho de 2010, a Suprema Corte manteve a sentença de prisão perpétua emitida pelo tribunal distrital pelo assassinato de Connie Jo Bronzich, mais um ano e uma multa de Rs 2.000 por ele ter entrado ilegalmente no Nepal. A apreensão de todas as propriedades de Sobhraj também foi ordenada pelo tribunal. A suposta esposa de Sobhraj, Biswas, e a sogra Shakuntala Thapa, uma advogada, expressaram insatisfação com o veredicto, com Thapa alegando que a justiça foi negada a Sobhraj e que o "judiciário é corrupto".  Eles foram acusados e enviados para custódia judicial  por desacato ao tribunal por causa das acusações.
Em 18 de setembro de 2014, Sobhraj foi condenado no tribunal distrital de Bhaktapur pelo assassinato em 1975 do turista canadense Laurent Carrière e sentenciado a 20 anos de prisão.  Em 2018, Sobhraj estava em estado crítico, tendo passado por diversas cirurgias do coração.
Em 21 de dezembro de 2022, a Suprema Corte do Nepal ordenou sua libertação da prisão por causa de usa idade avançada, após ele cumprir 19 anos de prisão. Ele foi ordenado a deixar o país em 15 dias. Em 23 de dezembro de 2022, ele foi libertado da prisão e deportado para a França, não podendo retornar ao Nepal por pelo menos 10 anos.

## Na cultura pop
Sobhraj foi tema de três livros de não ficção, Serpentine (1979) de Thomas Thompson, The Life and Crimes of Charles Sobhraj (1980) de Richard Neville e Julie Clarke, e a seção intitulada "The Bikini Murders" de Noel Barber na coleção Reader's Digest Great Cases of Interpol (1982). O livro de Neville e Clarke foi a base para um filme feito para a TV em 1989, Shadow of the Cobra. 
O filme hindi de 2015 Main Aur Charles, dirigido por Prawaal Raman e Cyznoure Network, é supostamente baseado na fuga de Charles Sobhraj da prisão de Tihar em Nova Delhi.  O filme foi inicialmente produzido por Pooja Bhatt, mas devido a desentendimentos durante as filmagens, Bhatt deixou a obra.
Uma minissérie encomendada pela BBC em oito partes chamada The Serpent foi transmitida no Reino Unido em janeiro de 2021, com Tahar Rahim como Sobhraj, antes de ser transmitida pela Netflix em abril de 2021. 